# 合乐
合乐集团（Halcrow Group Limited）是英国曾经的一家工程咨询公司，1868年由工程师托马斯·迈克（Thomas Meik）建立。
它曾是一家大型跨国公司，涉足运输、水利、海事和房地产领域。2011年，该公司被美国公司CH2M Hill收购，2013年CH2M宣布停用“Halcrow”商标。